# Angelo Oliviero Olivetti
Angelo Oliviero Olivetti (Ravenna, 21 giugno 1874 – Spoleto, 17 novembre 1931) è stato un politico, politologo, giornalista e avvocato italiano.
Tra i maggiori esponenti del sindacalismo rivoluzionario, fu poi uno tra i più importanti teorici del sindacalismo fascista e del corporativismo.

## Biografia

### Dal sindacalismo rivoluzionario al sindacalismo nazionale
Nacque nel 1874 a Ravenna, in una famiglia della medio-alta borghesia ebraica dai forti sentimenti patriottici, da Emilio e Amalia Padovani; il padre era un volontario di guerra e poi Ufficiale pluridecorato, che aveva partecipato alle ultime vicende del Risorgimento, mentre la madre era la figlia del banchiere Angelo Padovani.
Fu tra i fondatori del Partito dei Lavoratori Italiani a Genova nel 1892, ( a Reggio Emilia nel 1893 PSLI e a Parma nel 1895 PSI) mentre ancora frequentava l'Università di Bologna dove studiava giurisprudenza, laureandosi nel 1893 con una tesi sul colonato romano, la quale fu poi premiata al concorso "Vittorio Emanuele" nel 1896, tanto da meritare la pubblicazione.
Condannato più volte dai tribunali italiani per attività sovversiva, si rifugiò a Lugano (in Svizzera) nel 1898 dove, nel 1906, cominciò le pubblicazioni di un quindicinale politico-culturale di orientamento sindacalista rivoluzionario, «Pagine Libere», a cui collaborarono anche i sindacalisti Paolo Orano, Arturo Labriola, Alceste de Ambris e il socialista Benito Mussolini, dall'Olivetti conosciuto durante l'esilio svizzero, dal momento che il futuro capo del fascismo frequentava la sua abitazione luganese, divenuta punto di ritrovo per intellettuali quali — tra gli altri — lo stesso De Ambris, Massimo Rocca, Giulio Barni e Angelica Balabanoff. La rivista olivettiana rappresenta, assieme al «Divenire sociale» di Enrico Leone, la più importante rivista del sindacalismo rivoluzionario italiano. In particolare, la parte letteraria era curata dal ticinese Francesco Chiesa che ottenne collaborazioni di giovani letterati, fra cui diversi poeti crepuscolari.
Olivetti collaborò altresì al settimanale milanese di Arturo Labriola «Avanguardia socialista» e firmò nel 1907 il manifesto del sindacalismo rivoluzionario in cui si accusava il riformismo della CGL, tacciata di essere uno strumento passivo del Partito Socialista Italiano.
Nella sua rivista si impegnò nella revisione del marxismo (in particolare riguardo alle sue pretese scientifiche), istanza comune ai sindacalisti rivoluzionari, e nell'elaborazione di un sindacalismo antistatalistico, manifestando perciò posizioni antielettoralistiche e sovversive, e aderendo alle tesi sorelliane favorevoli alla violenza rivoluzionaria in quanto «ogni dottrina politica che tende all'avvenire è dottrina di forza, e la violenza è forza», e riprendendo inoltre il vitalismo e il volontarismo della filosofia bergsoniana per affermare un «socialismo divenuto spontaneità di movimento e di lotta, fatto fisiologico, organico». Caratteri precipui della sua concezione sindacalista sono inoltre uno spiccato aristocraticismo ed elitismo, conforme alle tesi di Gaetano Mosca, Robert Michels e Vilfredo Pareto, oltreché — probabilmente per l'influsso familiare — un orgoglio nazionale che avrà conseguenze notevoli nel futuro sviluppo della sua riflessione teorica. Sin dall'articolo di presentazione della rivista, infatti, affermò:
(Angelo Oliviero Olivetti)
Il pensiero olivettiano ebbe inoltre un importante influsso sulle idee del giovane Mussolini, tanto che lo stesso Duce nel 1932, vergando La Dottrina del Fascismo per l'Enciclopedia Treccani, scrisse:
(Benito Mussolini)
In seguito all'espulsione dei sindacalisti rivoluzionari dal Partito Socialista, l'Olivetti fu favorevole all'impresa libica, dando man forte dalle colonne della sua rivista all'avvicinamento — allora in corso — tra sindacalisti rivoluzionari e nazionalisti:
(Angelo Oliviero Olivetti)
Sulla questione tripolina, tuttavia, i sindacalisti rivoluzionari non fecero fronte comune: se ad esempio Olivetti e Labriola erano favorevoli all'impresa bellica, infatti, De Ambris e Filippo Corridoni risultarono contrari. Per queste frizioni politiche «Pagine Libere», la cui redazione era stata ristrutturata e in cui importanti ruoli erano rivestiti dallo stesso De Ambris e Paolo Mantica, all'inizio del 1912 si trovò costretta a sospendere le proprie pubblicazioni. Nello stesso periodo, inoltre, per alcuni articoli giudicati lesivi degli interessi svizzeri, Olivetti fu espulso dalla Svizzera.
Il corso della rivista olivettiana, comunque, riprese nel 1914, allorché il direttore appoggiò fervidamente l'intervento dell'Italia nella Grande Guerra (stavolta seguìto da tutto il movimento sindacalista rivoluzionario). Olivetti, inoltre, fu uno dei fondatori del Fascio rivoluzionario d'azione interventista che diffuse un manifesto rivolto ai lavoratori italiani in favore dell'entrata in guerra della nazione. Nei suoi articoli, in particolare, si scagliava contro i socialisti, che negavano «la persistenza dei motivi di nazionalità», arroccati in un pacifismo astratto, complici della «bancarotta fraudolenta del vecchio internazionalismo», e perciò definiti «reazionari», laddove «il più grave problema per i veri e sinceri rivoluzionari» risiedeva ora nel «coordinare la rivoluzione sociale col fatto nazionale»; sicché il socialismo, difensore di uno status quo, non era per Olivetti capace di intendere che le rivendicazioni nazionali erano, in quel preciso momento storico, «la necessaria tappa di passaggio innanzi alle rivendicazioni sociali». Al contrario la guerra, sempre secondo l'intellettuale ravennate, avrebbe contribuito a «compiere i fati della nazione» e a completare definitivamente «l'opera fatale di unificazione della nazione e della stirpe». Più in generale, egli intravedeva nella lotta tra l'Italia e le potenze nemiche la conflagrazione tra «l'internazionalismo bastardo dei tedeschi» e «l'universalismo latino», definendo quest'ultimo un «internazionalismo integrativo, non negativo delle nazionalità».
Tra il 1918 e 1922, pertanto, difese le teorie del sindacalismo nazionale, collaborando altresì al settimanale di Edmondo Rossoni «L'Italia nostra», in cui sosteneva l'importanza fondamentale della fusione del concetto di nazione con quello di proletariato e di rivoluzione sociale:
(Angelo Oliviero Olivetti)
Nel 1921, al congresso nazionale dell'Unione italiana del lavoro (che al tempo aveva già rotto con Rossoni e i sindacalisti fascisti), presentò poi il suo Manifesto dei sindacalisti, che riassumeva le tesi del sindacalismo nazionale:
(Angelo Oliviero Olivetti)
Con l'epilogo dell'impresa fiumana, inoltre, si attuò una convergenza tra il sindacalismo nazionale olivettiano e il movimento dannunziano, tanto che era in preparazione un quotidiano nazionale ispirato alla figura carismatica e rivoluzionaria del «Comandante» (con quest'ultimo presidente onorario e Olivetti direttore), punto d'incontro tra le teorie del Manifesto dei sindacalisti e la bozza costituzionale deambrisiana della Carta del Carnaro. Nonostante l'operazione fosse poi sfumata per un ripensamento del «Vate», Olivetti riuscì nondimeno a fondare il settimanale «La Patria del popolo», che aveva come significativo sottotitolo «settimanale sindacalista-dannunziano».
Infine, se in un primo momento si era dimostrato diffidente (e talvolta esplicitamente ostile) nei confronti del fascismo in generale e della rossoniana Confederazione nazionale delle Corporazioni sindacali in particolare, a seguito della «Marcia su Roma» Olivetti si avvicinò sempre più al partito del suo vecchio amico Mussolini.

### Dal sindacalismo nazionale al fascismo e al corporativismo
Olivetti si mostrò possibilista nei confronti del fascismo all'inizio del 1924, per poi avvicinarsi sensibilmente al movimento mussoliniano a seguito del delitto Matteotti, cominciando a collaborare a «Il Popolo d'Italia», inizialmente sotto lo pseudonimo di Lo spettatore. L'adesione al fascismo fu dettata sostanzialmente da due ordini di ragioni:
(Francesco Perfetti)
Già prima dell'adesione al fascismo, comunque, partecipò al dibattito sorto negli anni 1923-1924 sul sindacalismo, nel periodo cioè in cui, con il cosiddetto «Patto di Palazzo Chigi» (19 dicembre 1923), era praticamente tramontato il progetto rossoniano del «sindacalismo integrale», ossia l'accorpamento dei sindacati dei lavoratori e dei datori di lavoro in un unico ente corporativo (guidato ovviamente da Rossoni, soprannominato per il suo enorme potere il «papa rosso»). Olivetti infatti, intervenendo già in aprile sulla rossoniana «La Stirpe», oltre a stroncare il sindacalismo di matrice socialista, affermò esplicitamente di intravedere nel fascismo un «sindacalismo nazionale che si deve attuare giorno per giorno per la ricostruzione tecnica della nazione», definendo altresì questo sindacalismo integrale come
(Angelo Oliviero Olivetti)
L'articolo, infine, si concludeva con un significativo appello a sostituire il termine "sindacato" («che ha solo il carattere di resistenza e lotta») con quello di "corporazione" («che implica un carattere costruttivo e formativo»).
Ma Olivetti si distinse soprattutto sulle colonne de «Il Popolo d'Italia», di cui «divenne presto una delle penne di punta», tanto da essere molto apprezzato e seguìto da Mussolini stesso. Particolarmente accesa e aspra fu, poi, la polemica scoppiata tra lui — impegnato a difendere il fascismo dagli attacchi esterni — e Luigi Albertini, il direttore del «Corriere della Sera». Alle critiche del quotidiano milanese e al suo tradizionale liberalismo moderato, nonché legalitario e costituzionale, Olivetti contrappose il sindacalismo fascista in quanto «liberalismo dinamico», di contro a quello «statico» che il «Corriere» — a detta del giornalista ravennate — intendeva preservare dagli intenti rivoluzionari del fascismo:
(Angelo Oliviero Olivetti)
Nello stesso periodo, sempre sul giornale mussoliniano, tracciò le linee teoriche dello «Stato nuovo» fascista, contrapposto a quello liberale e al contempo a quello socialista, e che doveva configurarsi come uno "Stato sindacale", da raggiungersi grazie all'azione antistastalistica del sindacalismo, la quale aveva il compito di demolire la vecchia architettura statuale al fine di permettere l'edificazione della nuova:
(Angelo Oliviero Olivetti)
L'Olivetti plaudì inoltre alla svolta autoritaria del 3 gennaio 1925, precisando in particolare quella che per lui era la differenza che intercorreva tra una «libertà nominale, ovverosia democratica» e una «libertà integrale e sostanziale», la quale poteva realizzarsi anche grazie a un «governo assoluto», qualora questo avesse dato al lavoratore
(Angelo Oliviero Olivetti)
In ambito più strettamente politico, dal settembre del 1924 al giugno 1925, fece parte della cosiddetta «commissione dei quindici» (poi «dei diciotto»), nominata dal PNF, incaricata di discutere e preparare una vasta riforma degli ordinamenti politici e sociali, della quale era presidente Giovanni Gentile e che era composta — tra gli altri — da Enrico Corradini, Agostino Lanzillo, Edmondo Rossoni, Francesco Ercole, Santi Romano e Gioacchino Volpe. Nelle divergenze di idee tra alcuni dei membri (che avranno strascichi anche dopo la fine dei lavori), l'Olivetti si schierò nell'ala di maggioranza, che perorava una ristrutturazione statuale su base corporativa, e che per l'intellettuale ravennate, in particolare, «doveva segnare il colpo d'arresto della politica elettorale, temperare se non sopprimere il suffragio elettorale politico, e sostituirlo con quello corporativo, creare lo Stato organico in luogo di quello liberale».
Avversò inoltre lo strapotere della Confederazione rossoniana, esercitando un notevole influsso sulle decisioni di Mussolini che portarono allo «sbloccamanto» dei sindacati, ossia lo smembramento della Confederazione stessa in altre sei. Diede altresì un contributo indiretto, seppur importante, alla stesura della Carta del Lavoro (1927): fu lui l'ispiratore infatti della concezione, recepita dalla Carta, del lavoro in quanto «funzione economica e sociale» e in quanto «fatto nazionale». Una volta proclamata, Olivetti ne fu entusiasta, lodandola come superamento del liberalismo e del comunismo in campo economico-sociale, e mostrando quelli che per lui erano i suoi punti di maggior importanza, soprattutto in quanto apportatori di benefici ai lavoratori: il carattere giuridico e obbligatorio del contratto collettivo di lavoro, l'indennità di licenziamento, e il principio del controllo dello Stato sulla produzione.
Nel 1929 invece, in occasione del primo plebiscito (24 marzo), ravvide in quest'ultimo una riforma elettorale adeguata al nuovo Stato corporativo in cui, al mandato politico («una delegazione di potere»), subentrasse il mandato corporativo, ossia un «affidamento di funzione» in grado di rispondere agli interessi organici delle categorie produttive e, soprattutto, al supremo interesse della nazione.
L'anno successivo, nel suo Lineamenti del nuovo Stato italiano, riassunse e compendiò tutta la sua elaborazione teorica sullo Stato corporativo, in cui ribadiva l'importanza delle élite politiche dinamiche e volitive, il concetto di «aristocrazia dei produttori» (cioè la nuova classe dirigente che il fascismo stava creando) e il controllo della produzione nazionale da parte dello Stato.
Nel 1931 fu infine nominato da Sergio Panunzio professore ordinario presso la neonata Facoltà Fascista di scienze politiche dell'Università di Perugia, ove insegnò storia delle dottrine politiche.
Morì a Spoleto, nello stesso anno, a causa di un infarto.

## Opere
- Per la interpretazione economica della storia: alcune note sull'assegnazione coloniaria nel diritto e nella vita romana, Treves, Bologna 1898.
- Discussioni socialiste sulla questione religiosa, Cooperativa Tipografica Sociale, Lugano 1904.
- Problemi del socialismo contemporaneo, Società editrice Avanguardia, Lugano 1906.
- Questioni contemporanee, Partenopea, Napoli 1913.
- La mia espulsione dalla Svizzera: fatti e documenti, Tipografia Cooperativa Veresina, Varese 1913.
- Azione diretta e mediazione, Società Editrice Partenopea, Napoli 1914.
- Cinque anni di sindacalismo e di lotta proletaria in Italia, Società Editrice Partenopea, Napoli 1914.
- Bolscevismo, comunismo e sindacalismo, Rivista Nazionale, Milano 1919.
- Storia critica dell'utopia comunistica, Libreria del Littorio, Roma 1930.
- Lineamenti del nuovo Stato italiano, Libreria del Littorio, Roma 1930.
- Commercio e corporativismo (con Mario Racheli), Colombo, Roma 1934.